# Za Górami (Chełmce)
Za Górami – część wsi Chełmce, położona w województwie kujawsko-pomorskim w powiecie inowrocławskim w gminie Kruszwica.

## Podział administracyjny
W latach 1975–1998 owa część wsi administracyjnie należała do województwa bydgoskiego.